# صموئيل بالاش
}}صموئيل بالاش (بالسلوفاكية: Samuel Baláž)‏ (من مواليد 25 أغسطس 1998) هو متسابق قوارب الكانوي من سلوفاكيا

## المسيرة الرياضية
شارك في بطولة العالم في سباق الكانوي لعام 2018 ‏ .
في 2021، فاز بالميدالية البرونزية في الألعاب الأولمبية الصيفية 2020 مع فريق  سلوفاكيا المكون من صموئيل بالاش ودينيس ميشاك وإريك فلشيك وآدم بوتيك في سباق كي-4 500 متر بزمن قدره 1:23.534

## روابط خارجية
- صموئيل_بالاش على موقع الاتحاد الدولي للكانو (الإنجليزية)
- صموئيل_بالاش على موقع اللجنة الأولمبية الدولية (الإنجليزية)
- صموئيل_بالاش على موقع أوليمبيديا (الإنجليزية)
- صموئيل_بالاش على موقع اللجنة الأولمبية السلوفاكية (السلوفاكية)